# 巧媳妇和傻女婿
巧媳妇和傻女婿是指虚构作品登场的定型角色，通常是中国传统民间故事常见的故事题材。巧媳妇和傻女婿通常都是单独出现，成为两种不同类型的故事。
巧媳妇故事中的女主角通常是小儿子新娶进门的妻子，在婆家面对翁姑的百般刁难，以及妯娌之间的勾心斗角，往往运用智慧迎刃而解，表现出聪明贤惠的妇女典范。故事中的丈夫略显平凡，刻画出中国传统家庭对子女的约束，以及对女性的刻薄对待，巧媳妇透过与婆家的相处，嘲讽传统家长权威的丑恶，并传达妇女的反叛心声，努力突破传统对性别的刻板印象。
傻女婿作为男女婚姻关系的另一个面向，在中国不同地区也称为呆女婿、瓜女婿、憨仔婿、踱女婿、苕女婿、傻姑爷等。 傻女婿故事中的男主角到娘家上厅时，经常表现出对礼数的不得体，或是在洞房花烛夜表现出对性事的一窍不通，以及生活中表现出各种愚蠢笨拙的行为，往往闹出不少笑话。 傻女婿故事运用诙谐风趣的方式，讽刺父权体制的愚昧无知，反衬出母系家族的优秀杰出；尽管如此，傻女婿偶尔也会表现出大智若愚、“傻人有傻福”的特征。